# Prva liga Srbije w piłce nożnej (2013/2014)
Sezon 2013/14 Prva liga Srbije - 8. edycja rozgrywek serbskiej Prvej ligi w piłce nożnej.
Rozgrywki toczyły się w jednej grupie i występowało w nich 16 drużyn. Po zakończeniu sezonu mistrz oraz wicemistrz awansowali bezpośrednio do Super ligi, a 3. drużyna zagra w barażu o awans z 14. drużyną Super ligi. Cztery ostatnie drużyny spadły do Srpskiej ligi.

## Prva liga Srbije

### Drużyny
W Prva liga Srbije w sezonie 2013/14 występowało 16 drużyn.
| Drużyna                                            | Miasto               | Sezon 2012/13                               | Uwagi                       |
| Drużyny, które spadły z Super ligi 2012/13:        |                      |                                             |                             |
| FK BSK Borča                                       | Belgrad-Palilula     | 15 miejsce                                  |                             |
| FK Smederevo                                       | Smederevo            | 16 miejsce                                  |                             |
| Drużyny, które występowały w Prva liga 2012/13:    |                      |                                             |                             |
| FK Proleter Nowy Sad                               | Nowy Sad             | 4 miejsce                                   |                             |
| FK Metalac Gornji Milanovac                        | Gornji Milanovac     | 5 miejsce                                   |                             |
| FK Jedinstvo Putevi                                | Užice                | 6 miejsce                                   |                             |
| FK Borac Čačak                                     | Čačak                | 7 miejsce                                   |                             |
| FK Bežanija                                        | Belgrad-Nowy Belgrad | 8 miejsce                                   |                             |
| FK Mladost Lučani                                  | Lučani               | 9 miejsce                                   |                             |
| FK Sloga Kraljevo                                  | Kraljevo             | 10 miejsce                                  |                             |
| FK Timok Zaječar                                   | Zaječar              | 11 miejsce                                  |                             |
| FK Inđija                                          | Inđija               | 12 miejsce                                  |                             |
| FK Teleoptik                                       | Belgrad-Zemun        | 13 miejsce                                  | * zajął miejsce FK Voždovac |
| Drużyny, które awansowały z Srpskiej ligi 2012/13: |                      |                                             |                             |
| FK Dolina Padina                                   | Padina               | 1 miejsce Srpska Liga Vojvodina (Wojwodina) |                             |
| FK Radnik Surdulica                                | Surdulica            | 1 miejsce Srpska Liga Istok (Wschód)        |                             |
| FK Sinđelić Belgrad                                | Belgrad-Voždovac     | 1 miejsce Srpska Liga Beograd (Belgrad)     |                             |
| FK Sloga Petrovac na Mlavi                         | Petrovac na Mlavi    | 1 miejsce Srpska Liga Zapad (Zachód)        |                             |

 * FK Hajduk Kula (8 miejsce w Super lidze) nie otrzymał licencji na grę w Super lidze w sezonie 2013/14 (drużyna została rozwiązana), a jego miejsce w Super lidze zajął FK Voždovac, dzięki czemu FK Teleoptik utrzymał się w Prvej lidze.

### Tabela
| Poz. | Klub                        | M  | Pkt. | Mecze | Mecze | Mecze | Bramki | Bramki |
| Poz. | Klub                        | M  | Pkt. | zwy.  | rem.  | por.  | zdob.  | stra.  |
| ---- | --------------------------- | -- | ---- | ----- | ----- | ----- | ------ | ------ |
| 1    | FK Mladost Lučani           | 30 | 60   | 18    | 6     | 6     | 42     | 20     |
| 2    | FK Borac Čačak              | 30 | 52   | 15    | 7     | 8     | 28     | 19     |
| 3    | FK Metalac Gornji Milanovac | 30 | 52   | 15    | 7     | 8     | 34     | 14     |
| 4    | FK Bežanija                 | 30 | 45   | 11    | 12    | 7     | 34     | 26     |
| 5    | FK BSK Borča                | 30 | 43   | 12    | 7     | 11    | 37     | 39     |
| 6    | FK Sloga Petrovac na Mlavi  | 30 | 43   | 12    | 7     | 11    | 35     | 40     |
| 7    | FK Sloga Kraljevo           | 30 | 42   | 12    | 6     | 12    | 35     | 31     |
| 8    | FK Jedinstvo Putevi         | 30 | 41   | 11    | 8     | 11    | 30     | 37     |
| 9    | FK Proleter Nowy Sad        | 30 | 39   | 10    | 9     | 11    | 42     | 36     |
| 10   | FK Radnik Surdulica         | 30 | 38   | 10    | 8     | 12    | 31     | 36     |
| 11   | FK Sinđelić Belgrad         | 30 | 37   | 10    | 7     | 13    | 32     | 36     |
| 12   | FK Inđija                   | 30 | 37   | 10    | 7     | 13    | 32     | 41     |
| 13   | FK Timok Zaječar            | 30 | 34   | 8     | 10    | 12    | 26     | 35     |
| 14   | FK Dolina Padina            | 30 | 34   | 9     | 7     | 14    | 31     | 42     |
| 15   | FK Teleoptik                | 30 | 31   | 8     | 7     | 15    | 35     | 40     |
| 16   | FK Smederevo                | 30 | 31   | 8     | 7     | 15    | 26     | 38     |

| Legenda:                     |
| awans do Super ligi          |
| baraże o awans do Super ligi |
| spadek do Srpskiej ligi      |

- FK Mladost Lučani i FK Borac Čačak awansowały do Super ligi 2014/15.
- FK Metalac Gornji Milanovac przegrał swoje mecze barażowe i pozostał w Prva liga Srbije 2014/15.
- FK Smederevo, FK Teleoptik, FK Dolina Padina i FK Timok Zaječar spadły do Srpskiej ligi 2014/15.

## Baraż o awans do Super ligi
|         | Data            | Drużyna 1.                  | Drużyna 2.                  | Wynik    |
| 1. mecz | 1 czerwca 2014  | FK Metalac Gornji Milanovac | FK Rad                      | 0:0      |
| Rewanż  | 12 czerwca 2014 | FK Rad                      | FK Metalac Gornji Milanovac | 3:0 vo * |

 * Początkowo rewanżowy mecz barażowy rozegrano 4 czerwca, ale mecz został przerwany w 49 minucie przy stanie 1:0 dla drużyny FK Rad. W nowym terminie 12 czerwca mecz miał być powtórzony, ale drużyna FK Metalac Gornji Milanovac nie stawiła się na mecz, dlatego wynik meczu rewanżowego został zweryfikowany przez Fudbalski savez Srbije jako walkower dla drużyny FK Rad. 
- FK Rad wygrał mecze barażowe i pozostał w Super liga Srbije.
- FK Metalac Gornji Milanovac przegrał mecze barażowe i pozostał w Prva liga Srbije.